# 吹越烏帽子
吹越烏帽子（ふっこしえぼし）は、下北半島にある標高507.8mの山である。

## 地理
下北半島の柄の部分に位置する山が吹越烏帽子である。この地域の最高峰は550mの山であるが、吹越烏帽子はより立派な登山道があり、多くの登山者が訪れている。山頂付近は高緯度で、強い卓越風のため森林限界を超え、極めて見晴らしが良いことがこの山の人気の元となっている。短時間の登山で高山の雰囲気を味わうことができる。ヤマツツジの群落がある。
登山道入り口から頂上まで140分、2.5km。登山道は杉の造成地の緩やかな道から始まる。次第に傾斜が増してきて、松と広葉樹の林を抜けて、岩砂礫地に出ると一気に視界が開ける。草原の急坂をひと登りすると吹越烏帽子の山頂につく。
山頂には、一等三角点と木造の祠がある。展望は360度あり、極めて見晴らしが良い。陸奥湾、太平洋、下北半島を一望できる。六ヶ所村の核燃料サイクル基地や、むつ小川原国家石油備蓄基地のタンク群、風力発電施設、八甲田連峰、北海道まで見渡すことができる。
登山入門者や子供にも手ごろな山であるが、頂上付近はいったん天気が崩れると著しい強風となる。また、冬には八甲田山並みの難所となる。